# Alejandro Gómez (Tennisspieler)
Alejandro Gómez (* 14. August 1991 in Cali) ist ein kolumbianischer Tennisspieler.

## Karriere
Gómez spielt hauptsächlich auf der ITF Future Tour und der ATP Challenger Tour. 2015 kam er in Bogotá bei den Claro Open Colombia nach überstandener Qualifikation zu seinem Debüt auf der ATP World Tour. Im Hauptfeld schlug er dann überraschend den ehemaligen Top-Ten-Spieler Marcos Baghdatis mit 6:3, 0:6, 7:6 (7:3), ehe er im Achtelfinale dem Japaner Tatsuma Itō in drei Sätzen unterlag. Im selben Jahr erreichte er im Doppel beim Challenger-Turnier in Medellín erstmals ein Finale, wo er mit seinem Partner der Paarung aus Nicolás Barrientos und Eduardo Struvay unterlag. Seinen ersten Titel auf der Challenger Tour gewann er im September 2021 im Doppel in Quito.
2018 debütierte er für die kolumbianische Davis-Cup-Mannschaft.

## Erfolge
| Legende (Anzahl der Siege)  |
| Grand Slam                  |
| ATP World Tour Finals       |
| ATP World Tour Masters 1000 |
| ATP World Tour 500          |
| ATP World Tour 250          |
| ATP Challenger Tour (3)     |

### Doppel

#### Turniersiege
| Nr. | Datum              | Turnier       | Belag | Partner                | Finalgegner                            | Ergebnis          |
| --- | ------------------ | ------------- | ----- | ---------------------- | -------------------------------------- | ----------------- |
| 1.  | 18. September 2021 | Quito         | Sand  | Thiago Agustín Tirante | Adrián Menéndez Mario Vilella Martínez | 7:5, 6:75, [10:8] |
| 2.  | 4. Dezember 2021   | São Paulo     | Sand  | Nicolás Barrientos     | Rafael Matos Felipe Meligeni Alves     | kampflos          |
| 3.  | 11. Dezember 2021  | Florianópolis | Sand  | Nicolás Barrientos     | Martín Cuevas Rafael Matos             | 6:3, 6:3          |